# Roos (voornaam)
Roos is een Nederlandse meisjesnaam. De naam is afgeleid van de naam Rosa. Dat betekent in het Latijn "roos". Roos kan ook afstammen van een Germaanse naam met het begin Rod- of Hrôth-, dit betekent "roem".
Roos komt niet, zoals abusievelijk wel wordt gedacht, van het Middelnederlandse "ors", of het Nederlandse "ros", wat paard betekent.

## Populariteit
In 2005 stond de naam Roos op plaats 18 in de top 20 van populaire meisjesnamen in Nederland.
In 2004 stond de naam Roos op plaats 67 in de top 100 van populaire meisjesnamen in Vlaanderen.

## Bekende naamdraagsters
- Roos Van Acker, Belgische presentatrice van o.a. Peking Express
- Roos Jonker, een Nederlandse jazzzangeres
- Roos Rebergen, zangeres van de band Roosbeef

## Varianten
- Rosa
- Rosalie
- Rosalia
- Rosalinde